# Noord (Land van Cuijk)
Noord is een buurtschap in de gemeente Land van Cuijk in de Nederlandse provincie Noord-Brabant. Het ligt in het noordwesten van de gemeente, dicht bij de ten westen van het dorpje Wanroij gelegen buurtschappen Hank en Hoeven.
Dorpen: Beers · Beugen · Boxmeer · Cuijk · Escharen · Gassel · Grave · Groeningen · Haps · Holthees · Katwijk ·  Landhorst · Langenboom · Ledeacker · Linden · Maashees  · Mill · Oeffelt · Oploo · Overloon · Rijkevoort · Sambeek · Sint Agatha · Sint Anthonis · Sint Hubert  · Stevensbeek · Velp · Vianen · Vierlingsbeek · Vortum-Mullem  · Wanroij · Westerbeek · Wilbertoord
Buurtschappen: De Berg · Blauwenhoek · De Boer · Borneo · Broekkant · De Bolt · Bruggen · De Dellen · Dommelsvoort · Driehoek · Ewinkel · De Gagel · Haart · Ham · Hank · Haring · Heeswijk · Heihoek · Heikant (Overloon) · Heikant (Sambeek) · Heikant (Sint Anthonis) · Helbroek · 't Herselt · De Hoef · Den Hoek · Hoeven · Hoogeind (Oeffelt) · Hoogeind (Rijkevoort) · Huij · Hulsbeek · Klein-Vortum · Krolhoek · Laageind · Meeren · Molengat · 't Muurke · Lamperen · Nieuw-Gassel · Noord · Noordkant · Op den Bosch · Oude Waranda · Papenvoort · Park · Peelkant · Peelstraat · De Plaats · Putselaar · Rijkevoort-De Walsert · De Rijtjes · Rondveld · Schafferden · Spekklef · Startwijk · Toven · Tuuthees · Ullingen · Verlorenhoek · Vlagberg · Werveld · 't Zand · Zandkant · Zevenhutten · Zuid Carolina
Noord-Brabant: Steden en dorpen      Nederland: Provincies · Gemeenten